# Фактическая погода
Фактическая погода — информация о текущей погоде, наблюдаемой в определённый момент в определённом пункте.
Как правило, сообщения о фактической погоде составляются по данным регулярных наблюдений на метеостанциях (ручных или автоматизированных) и передаются по каналам связи (в вышестоящие метеоцентры, в другие аэропорты и т. д.) в виде метеосводок в установленные сроки: на обычных метеостанциях каждые 3 часа (на некоторых станциях через 6 часов), на авиационных — каждые 30–60 минут.
Авиационный синоним: регулярная сводка.
Фактическая погода, как правило, содержит сведения о наблюдаемой скорости и направлении ветра, дальности видимости, явлениях погоды, облачности, температуре воздуха, точке росы, атмосферном давлении, а также может включать и дополнительную информацию: количество осадков за прошедшие 6–12 часов, максимальную или минимальную температуру воздуха за прошедшие 12 часов, состояние почвы или ВПП, высоту снежного покрова и т. д.
Сообщение о фактической погоде может составляться и по данным наблюдений с борта воздушного судна; в этом случае оно обозначается термином бортовая погода. Бортовая погода передаётся нерегулярно (по запросу диспетчерской службы или при обнаружении экипажем воздушного судна опасных явлений погоды в полёте).